# Филипп, Николай Дмитриевич
Николай Дмитриевич Филип (рум. Nicolae Filip; 3 марта 1926, с. София Бэлцкого уезда — 15 мая 2009, Бельцы) — специалист в области физики, работал по теме «распространение ультракоротких радиоволн», почётный член Академии наук Молдовы. Бывший член КПСС.
Работал ректором в Бельцком государственном университете им. Алеку Руссо (1986—2007).

## Биография
- Кандидат физико-математических наук (1962).
- Доктор физико-математических наук (1979).
- Профессор университета (1980), ведущий специалист в области радиофизики.
- Отличник народного образования СССР (1971).
- 1973 г. присуждается почётное звание Заслуженный работник высшей школы МССР.
- 1995 г. избирается почётным членом Академии наук Молдовы.
- 1996 г. присуждается Государственная премия Республики Молдова в области науки и техники.
- С 1997 года Н. Д. Филипп действительный член Международной Академии наук высшей школы.
- 2000 г. почётный доктор Ясского Технического университета имени Г. Асаки.
- Н. Д. Филипп был включён в сборник «2000 выдающихся учёных 20-го столетия», изданный Международным биографическим центром.
- с 2001 года является почётным гражданином города Бельцы.

## Награждён орденами
- Трудовой славы (1995)
- Республики (2001)

Решением Бэлцкого муниципального Совета № 11/24 от 3 апреля 2001 года занесён в Книгу Почёта с присвоением ему звания «Почётный гражданин мун. Бэлць».
30 марта 2010 года на III очередном заседания муниципального Совета Бельц принято решение о присвоении части улицы «26 Марта» имени академика Н. Филиппа.

## Публикации
- Современные методы исследования динамических процессов в ионосфере (с Н. Ш. Блаунштейном, Л. М. Ерухимовым и другими). Кишинёв: Штиинца, 1991.